# Nister-Möhrendorf
Nister-Möhrendorf település Németországban, Rajna-vidék-Pfalz tartományban. Lakosainak száma 300 fő (2023. december 31.).

## Népesség
A település népességének változása:
| Lakosok száma | 261  | 310  | 303  | 297  | 288  | 295  | 300  |
|               | 1975 | 2015 | 2017 | 2019 | 2021 | 2022 | 2023 |